# Mykola Mykytjuk
Mykola Mykolaevyč Mykytjuk (in ucraino Никола Николаевич Микитюк?; Slobidka, 13 settembre 1996) è un giocatore di calcio a 5 ucraino.

## Carriera
Mykytjuk ha debuttato nella nazionale maschile di calcio a 5 dell'Ucraina durante un torneo internazionale giocato in Iran nel settembre del 2018. Con la selezione maggiore ha disputato la Coppa del Mondo 2024. Dopo una lunga militanza nel campionato ucraino con la maglia dell'Uragan, Mykytjuk si è trasferito nel luglio del 2023 in quello spagnolo per giocare con il Córdoba.

## Palmarès
- Campionato ucraino: 1
Uragan: 2020-21
- Coppa d'Ucraina: 2
Uragan: 2018-19, 2019-20